# Pydna (Raketenbasis)

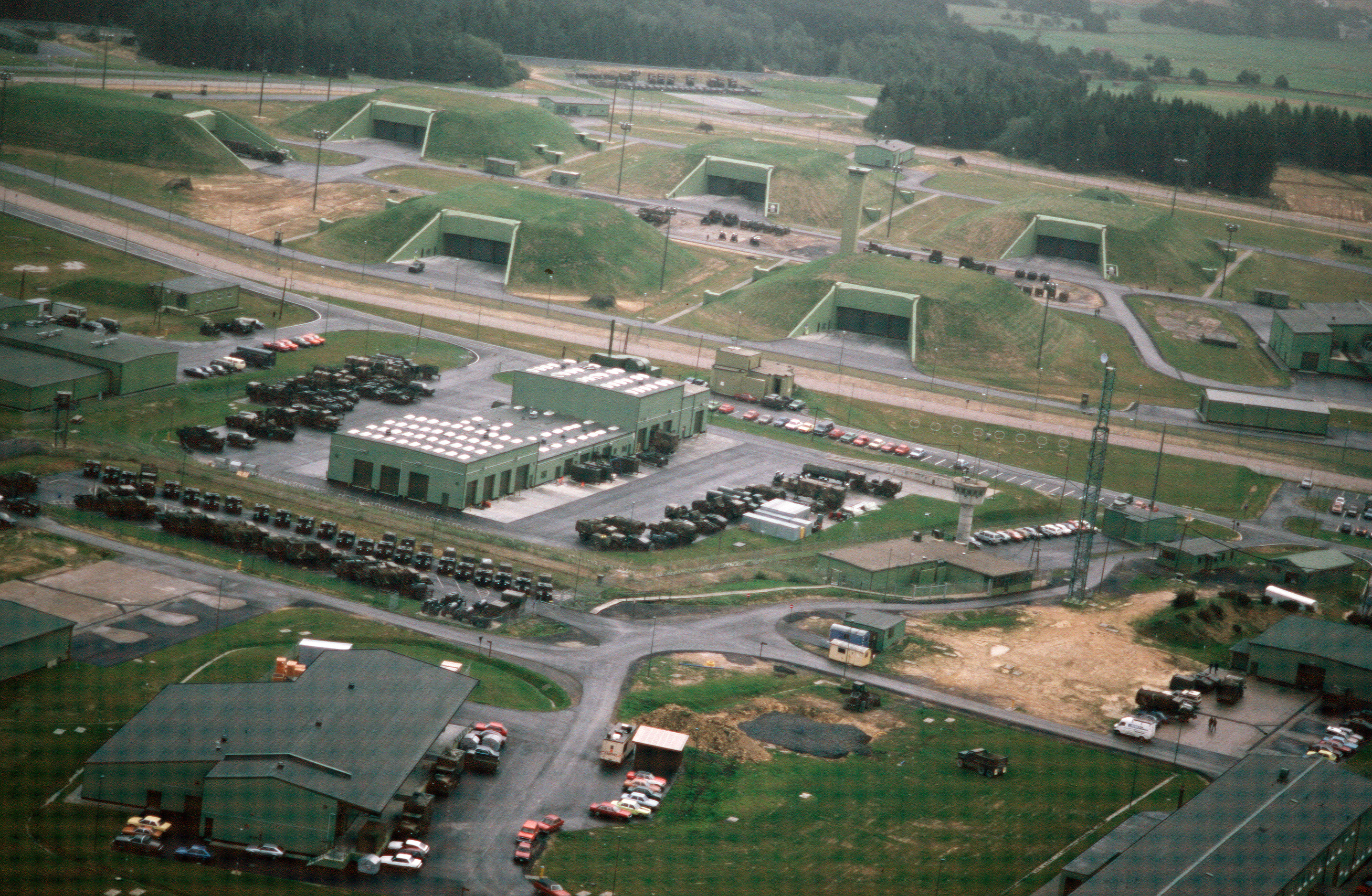
Die GLCM Alert and Maintenance Area (GAMA) auf der Wüschheim Air Station mit den sechs Ready Storage Shelter (RSS) für 96 BGM-109G-Marschflugkörper, Aufnahme 1989

Die unter dem Decknamen Pydna (damalige US-militärische Bezeichnung: Wüschheim Air Station, WAS) errichtete militärische Anlage ist eine ehemalige Raketenstation der NATO im Hunsrück. Sie befindet sich etwa drei Kilometer südlich der Stadt Kastellaun zwischen Bell, Hasselbach und Hundheim.

## Geschichte

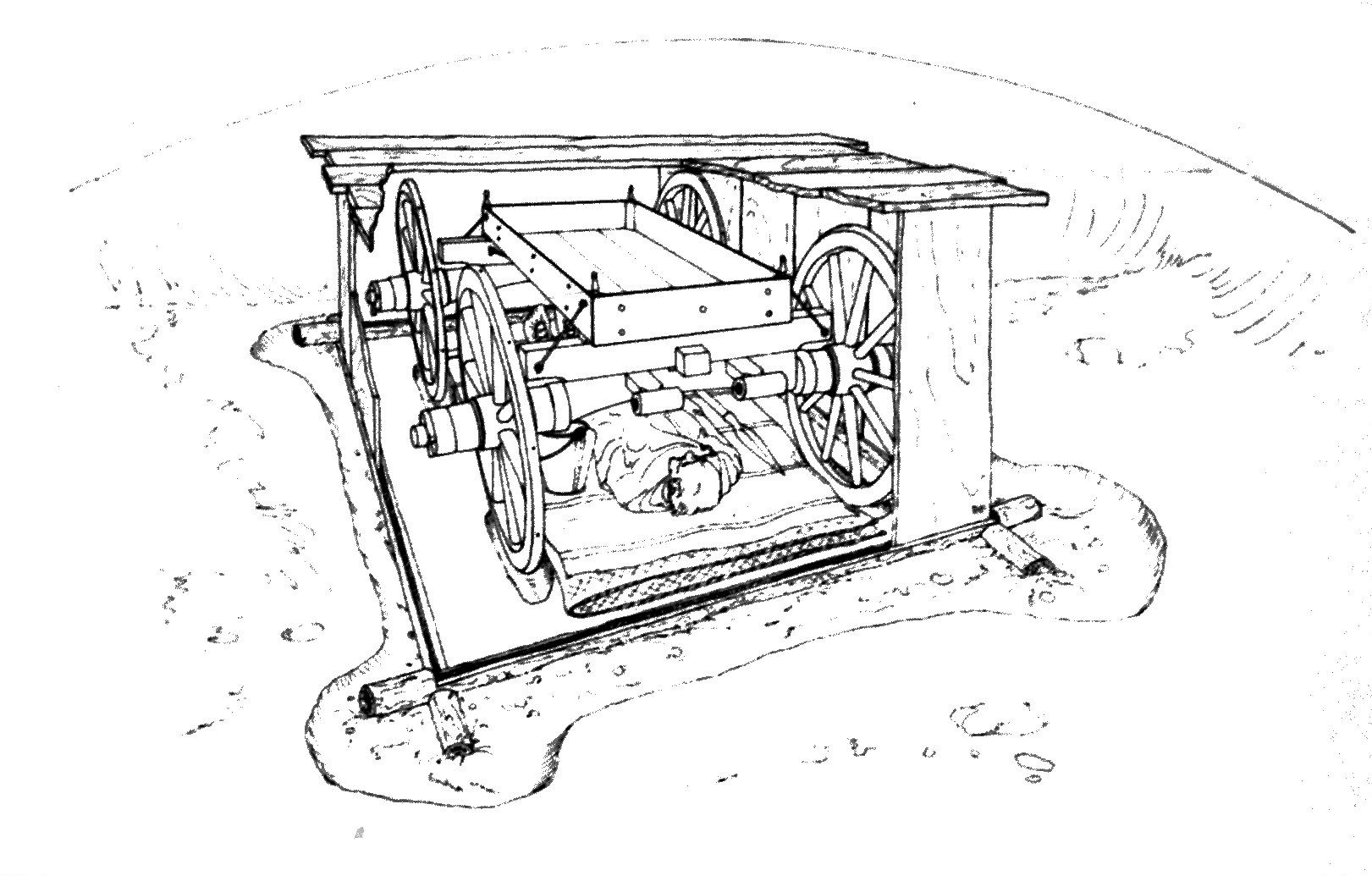
Rekonstruktion des Wagengrabes von Bell

In den Jahren der deutschen Wiederaufrüstung in den 1930er Jahren und dem Bau der Hunsrückhöhenstraße, der heutigen Bundesstraße 327, wurde 1938 im Bereich des Pydnageländes ein Feldflugplatz eingerichtet, und es gab auch Pläne für den Ausbau des Flughafens. Dieser Erweiterung sollte das Dorf Hundheim weichen und zum Schutz der Flugzeuge der Goßberg als Hangar ausgebaut werden. Baubaracken wurden aufgebaut und Grabungen durchgeführt. Dabei wurden viele Hügelgräber entdeckt, jedoch die meisten zerstört. Dazu gehörte auch das Wagengrab von Bell, das Grabmal eines Keltenfürsten.
Nach Ende des Westfeldzuges wurde der Flughafen nicht mehr benötigt. Er diente verschiedenen Waffengattungen und der Hitlerjugend noch als Übungsgelände. Das Lager wurde gegen Ende des Zweiten Weltkrieges von Bomben zerstört. Bei dem Angriff kamen jedoch keine Menschen zu Schaden.
Nach dem Krieg begann man das Gelände wieder aufzuforsten.
Am 18. Juni 1958 wurde im Kalten Krieg die US-amerikanische 38th Bombardment Wing als Tactical Missile Wing neu aufgestellt und auf der Hahn Air Base stationiert. Diese Einheit operierte als vorgesetzte Einheit der 586th Tactical Missile Group, die ihre Matador-Raketen (TM-61) auf dem Pydnagelände aufstellte. Es waren acht Raketenstartanlagen, zwei Leitstände und andere Bedarfsgebäude. Am 15. November 1959 begann die Umstellung auf das MACE Missile System (TM-76). Die 38th Tactical Missile Wing wurde am 25. September 1966 außer Dienst gestellt und das Gelände von der U.S. Air Force geräumt. Die Bundeswehr übernahm das Gelände für kurze Zeit und nutzte es zusammen mit dem angrenzenden Standortübungsplatz.
1967 bezog die U.S. Army unter dem Namen B-Battery das Pydnagelände und stationierte Nike-Hercules-Raketen. Diese waren als Luftabwehrraketen konzipiert und wurden später für den atomaren Einsatz umgerüstet. Die Gefechtsköpfe besaßen eine Sprengkraft von 20 kT-TNT, die Raketen hatten eine Reichweite von 150 km. Die B-Battery bestand aus Verwaltungs- und Unterkunftsgebäuden sowie einem weiteren abgeschlossenen Bereich Richtung Hasselbach. In diesem Hochsicherheitsbereich befand sich ein Beobachtungsturm, drei Startanlagen und die entsprechenden Schutz- und Wartungsbauten. 1981 wurde mit der Auflösung der B-Battery begonnen, die Raketen abgezogen und die gesamte Anlage Anfang August 1982 geschlossen.

## Die Pydna
Der Name Pydna geht auf die Schlacht von Pydna am 22. Juni im Jahr 168 v. Chr. zurück. Diese Schlacht wird auch als klassisches Beispiel für die Gegenüberstellung einer makedonischen Phalanx und den römischen Legionen dargestellt, wobei sich die ältere Taktik angeblich als unterlegen herausstellte.

### Auftrag
Unter dem Decknamen Pydna (US-militärische Bezeichnung: Wüschheim Air Station, WAS) sollten auf dem Gelände der ehemaligen B-Battery, als Folge des NATO-Doppelbeschlusses, 96 abschussbereite Marschflugkörper (englisch: Cruise Missiles) stationiert werden, die mit Atomsprengköpfen ausgerüstet waren. Der Stationierungsbereich im Hunsrück wurde in Abstimmung mit der NATO 1978/79 durch die damalige Bundesregierung festgelegt. Gründe für die Auswahl des Geländes waren: dass hier schon zuvor Mittelstreckenraketen stationiert waren, dass das Gelände weitgehend im Besitz des Landes war und Enteignungen vermieden werden konnten, schließlich die nahe gelegene US-amerikanische Hahn Air Base, die gute Möglichkeiten zur Versorgung mit Feuerwehr und Rettungsdienst bot.

### Aufbau

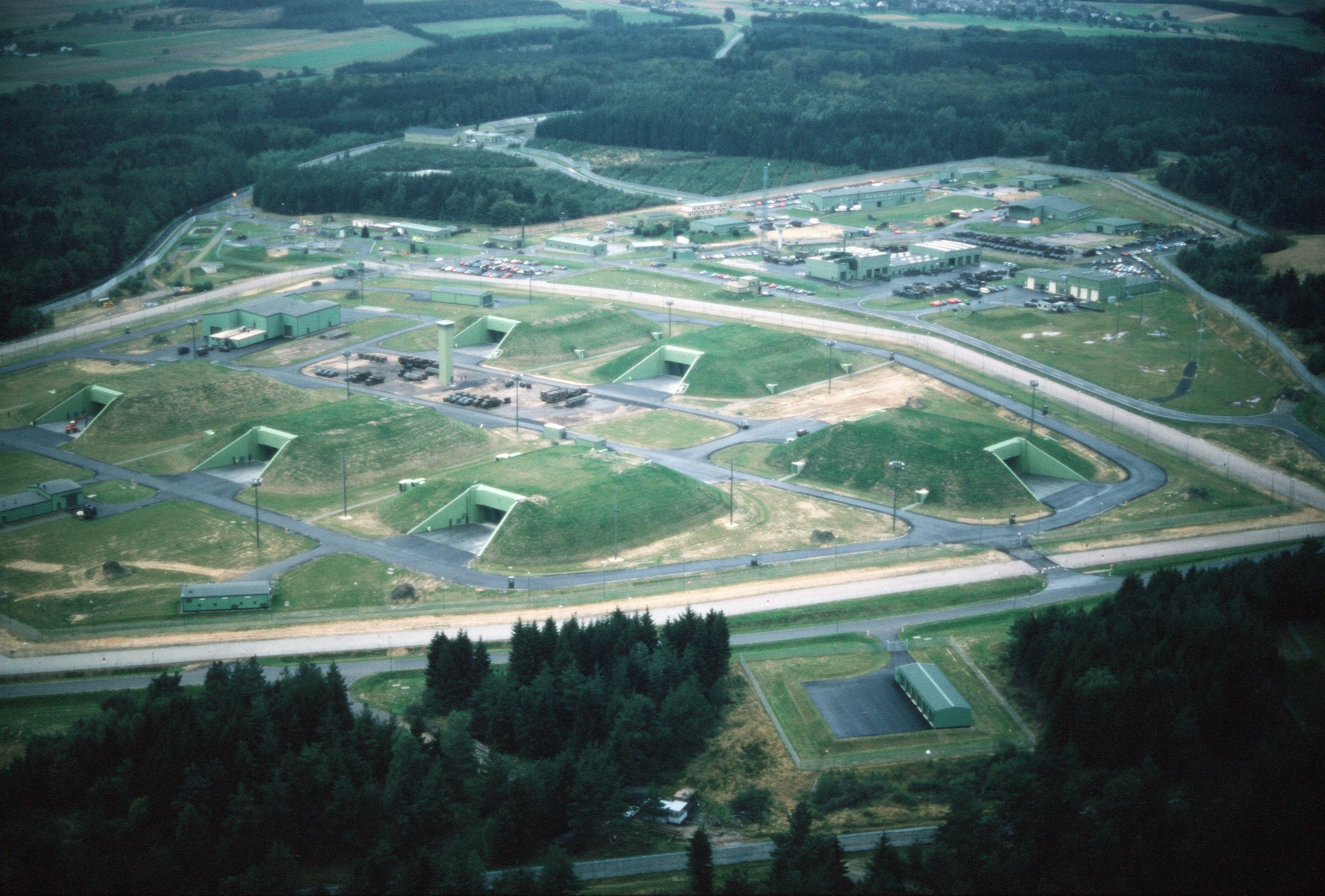
Wüschheim Air Station (WAS); Bild vom 25. Januar 1989

Die militärische Anlage wurde in drei Bereiche aufgegliedert: Verwaltung, Unterstützung, Schutzbauten. Es betraf insbesondere die Zusammenarbeit der US-Feuerwehren mit den umliegenden deutschen Feuerwehren im Falle einer Gefahr. Für die Schutzbereiche, die aber in der Hauptsache militärisches Gebiet berührten, gab es besondere Vorschriften. Für die BGM-109G Gryphon-Marschflugkörper mussten sechs gehärtete atomsichere Bunker, sogenannte Ready Storage Shelter (RSS), gebaut werden. In jedem Bunker sollten zwei Feuerleitstellen und vier Transporter-Erector-Launcher (TEL) auf M-1014 MAN untergebracht werden. Alle Bedarfsgebäude zur Versorgung und Lagerung der Nuklearwaffen befanden sich im Hochsicherheitsbereich. Die verschiedenen Batterien übten laufend den Ernstfall, das heißt, sie fuhren mit Übungsfahrzeugen zu den über ganz Rheinland-Pfalz verstreuten Abschussstellungen, der sogenannten GLCM Alert and Maintenance Area (GAMA), um sich mit dem Gelände vertraut zu machen.
Zeitgleich wurde im Rahmen der Stationierung der Bau einer unterirdischen Bunkeranlage als Feuerleitstelle für die Marschflugkörper auf dem Goßberg, sowie dem Ausbau einer ehemaligen Nike-Hercules-Stellung auf dem Kandrich bei Dichtelbach als MIM-104 Patriot-Flugabwehrraketenstellung und dem Neubau einer solchen Stellung bei Grenderich begonnen.

### Durchführung
1984 begannen die Arbeiten zum Bau der Bunkeranlagen im Gelände der ehemaligen B-Battery. Vor der Bevölkerung wurden die Pläne geheim gehalten. Erst Eingaben der Bürger ins deutsche Verteidigungsministerium bewegten deutsche Politiker zu handeln und die Stationierung, wenn schon nicht aufzuhalten, dann doch zu verzögern. Die amerikanischen Streitkräfte als Betreiber der Anlage begnügten sich vorerst mit dem Bau der Bunkeranlagen und der Lafetten und verlegten neu aufgestellte Einheiten für den Betrieb und Schutz der Raketenstation dorthin. Der Baufertigstellungstermin wurde verzögert. Zusätzliche aufwändige, vorher nicht geplante Sicherheitsmaßnahmen waren notwendig. Der geplante Fertigstellungstermin für die Pydna (Ende 1986) konnte nicht eingehalten werden, eine Zwischenlösung wurde geplant. 1987 trafen die ersten BGM-109G-Gryphon-Marschflugkörper in Westdeutschland ein. Die Lafetten zum Transport und Abschuss der Marschflugkörper wurden im Bundeswehrdepot bei Kappel zwischengelagert. Notwendige bauliche und organisatorische Maßnahmen waren dort inzwischen ausgeführt worden. Die eigentlichen Raketen wurden vorerst im Gelände der US-amerikanischen Hahn Air Base stationiert, weil dort die Möglichkeit zur Lagerung atomarer Sprengköpfe bestand.

### Friedensbewegung
Die BGM-109G-Gryphon-Marschflugkörper hatten eine Reichweite von 2.500 km und konnten somit die sowjetische Hauptstadt Moskau erreichen. Militärisches Kalkül zog daher die Abschussanlagen für den Warschauer Pakt als mögliche Ziele (Targets) heran. Aus dieser Befürchtung heraus formierte sich eine Friedensbewegung, an deren Spitze neben anderen der evangelische Pfarrer August Dahl (Raketen August) stand. Ab Mai 1985 wurde eine Dauermahnwache an der Hunsrückhöhenstraße bei der Abfahrt zur Pydna eingerichtet. Täglich von 16:00 bis 17:30 Uhr demonstrierten Aktivisten mit einem Transparent Hier wird Krieg vorbereitet.
Der damalige Hasselbacher Ortsbürgermeister Hartmut Pomrehn stimmte gegen die Bauarbeiten, weil er durch Informationen der Friedensbewegung die für ihn einzig verlässlichen Fakten über das Stationierungsprojekt erhalten habe, während sich die zuständigen Stellen der Verwaltung ausschwiegen. Die Gemeinde Spesenroth lehnte in einer Gemeindeversammlung einen Antrag der Bauleitung ab, den dortigen stillgelegten Steinbruch zum Materialabbau wiedereröffnen zu dürfen. Durch diese Ablehnung verzichtete die Gemeinde auf rund 200.000 DM Einnahmen.
In Reckershausen wurde ein Frauenwiderstandscamp errichtet, das durch verschiedene Protestaktionen gegen die Stationierung der Cruise-Missiles Raketen auf sich aufmerksam machte. Besonders spektakulär war die eintägige Besetzung eines Baukrans der Firma Hochtief auf der im Bau befindlichen Raketenstation Pydna durch 18 Frauen am 27. August 1984.

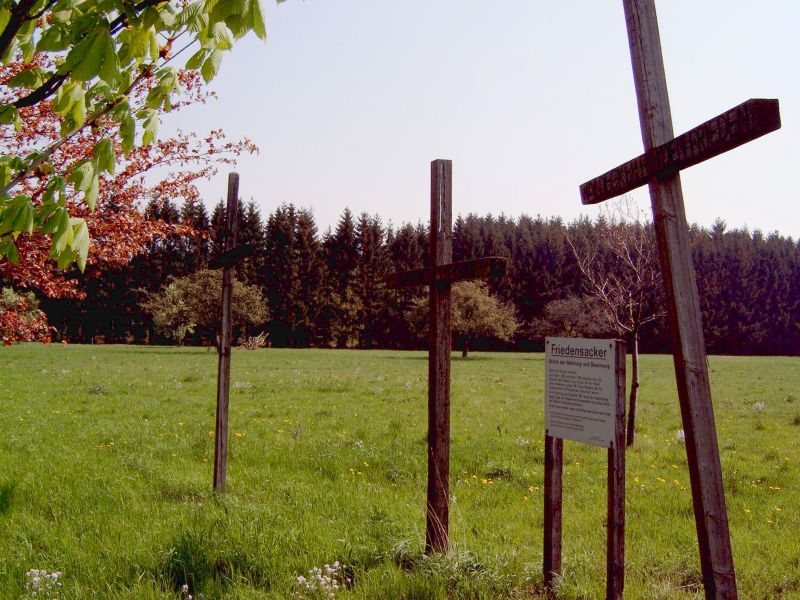
Drei Kreuze als mahnender Rest auf dem Friedensacker

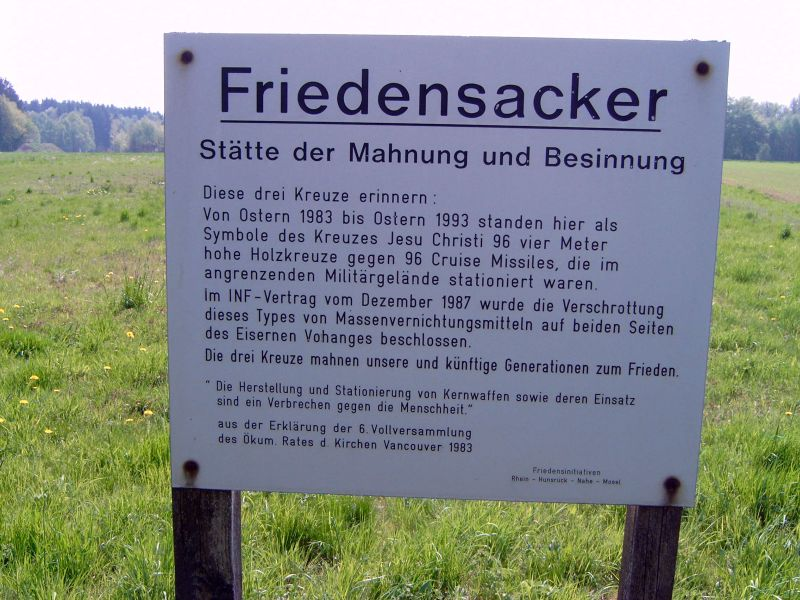
Schild zwischen den Kreuzen

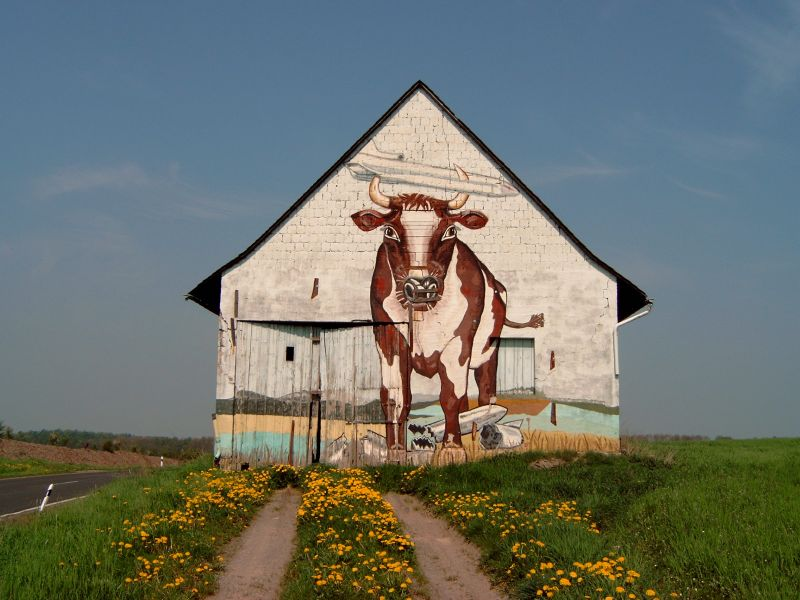
Feldscheune mit Wandmalerei bei Bell

Auf dem Beller Marktplatzgelände fand am 11. Oktober 1986 die wohl größte bekannte Demonstration der Hunsrücker Geschichte statt. Rund 200.000 Menschen, davon etwa 10.000 aus dem Hunsrück, protestierten gegen die Stationierung der Raketen. Bei der Abschlusskundgebung waren neben zahlreichen Rednern auch bekannte Künstler wie Udo Lindenberg und Hannes Wader zu hören. Zum Ende des Tages wurde die Hunsrücker Erklärung verlesen, die sich für eine Umkehr in der Sicherheitspolitik aussprach. Die Demonstrationsteilnehmer wiesen eine besondere Friedfertigkeit auf, so dass es keine Krawalle, Verletzten oder Festnahmen gab. Die mit Sonderzügen angereisten Demonstranten mussten den Hunsrück allerdings vor Einbruch der Dunkelheit wieder verlassen. Die Bahnstrecke Simmern–Kastellaun–Boppard sollte stillgelegt werden. Die Signalanlagen waren schon abgebaut, so dass die letzten Bahnen, so wie diese Sonderzüge, nur noch tagsüber verkehren konnten.
Noch heute stehen drei mahnende Holzkreuze, als Rest der ehemals 96 dort aufgestellten Kreuze (eines für jede Rakete), westlich des Geländes auf dem so genannten Friedensacker, der zur Gemeinde Bell gehört.
Auch eine große Wandmalerei (Raketen Kuh) an einer Beller Feldscheune (eine Kuh, stellvertretend für den ländlichen Hunsrück, die eine Cruise Missile auf die Hörner nimmt) – Ausführende: Wandmalgruppe Düsseldorf – erinnert noch heute weithin sichtbar an diese bewegte Zeit.
Das Kunstwerk nahm 2013 als „Unbequemes Denkmal“ am Tag des offenen Denkmals teil.
Das 1986 entstandene Symbol des Hunsrücker Widerstands wurde im Juli 2014 von Schülern der Kastellauner IGS und ihrer Kunstlehrerin aus Spendenmitteln restauriert.

### Ende der Pydna
Am 1. Dezember 1987 unterzeichneten US-Präsident Ronald Reagan und der sowjetische Staatspräsident Michail Gorbatschow den INF-Vertrag, in dem sich die USA und die UdSSR verpflichteten, alle europäischen nuklearen Mittelstreckensysteme zu verschrotten. Ende der 1980er Jahre wurde auch das Gelände der Pydna aufgegeben auf Grund der allgemeinen Entspannung und des abgeschlossenen INF-Vertrages zwischen den Machtblöcken (Kalter Krieg) und der damit verbundenen Abrüstung und Abzug der alliierten Truppen, wobei auch fast zeitgleich die Hahn Air Base geräumt wurde. Am 22. August 1990 wurde die 38. taktische Flugkörperstaffel offiziell aufgelöst. Die Raketenzeit auf dem Hunsrück endete am 31. August 1993 mit der Übernahme der Liegenschaften durch die Bundeswehr Standortverwaltung Kastellaun.

## Gegenwart
Ein Zweckverband zur Konversion des Objektes, an dem sich die Verbandsgemeinde Kastellaun mit 10.000 € beteiligt hatte, konnte Ende 2004 aufgelöst werden.
Das gesamte Gelände wurde 2005 vom dicht angrenzenden Bundeswehrstandort übernommen und wird zum größten Teil somit weiterhin militärisch genutzt (Ausbildungsbereich Telekommunikation).
Die zivile Nutzung des Geländes beschränkt sich auf ein Festival der Elektronischen Tanzmusik, die Nature One, das seit 1996 Ende Juli/Anfang August auf dem Gelände stattfindet und bei dem sich jedes Jahr 60.000 bis 70.000 Besucher einfinden, sowie für gelegentliche Filmaufnahmen.
In der neu aufgebauten Unterburg in Kastellaun wurde am 9. September 2007 ein Dokumentationszentrum eingeweiht. Im Obergeschoss befinden sich Modellnachbauten und Informationen über die ehemalige Raketenstation Pydna, die heutige Nutzung und die Hunsrücker Friedensbewegung. Eine Sonderausstellung über die Blockaden der Raketenstation und ihre Folgen wurde am 3. September 2010 eröffnet.

## Nachbarorte der Pydna
| Bell                                | Kastellaun                                  | Spesenroth und Laubach |
| Völkenroth und Leideneck            | Kompassrose, die auf Nachbargemeinden zeigt | Hasselbach             |
| Hundheim, der Goßberg und Wüschheim | Michelbach und Reich                        | Alterkülz              |